# Alf Lüdtke

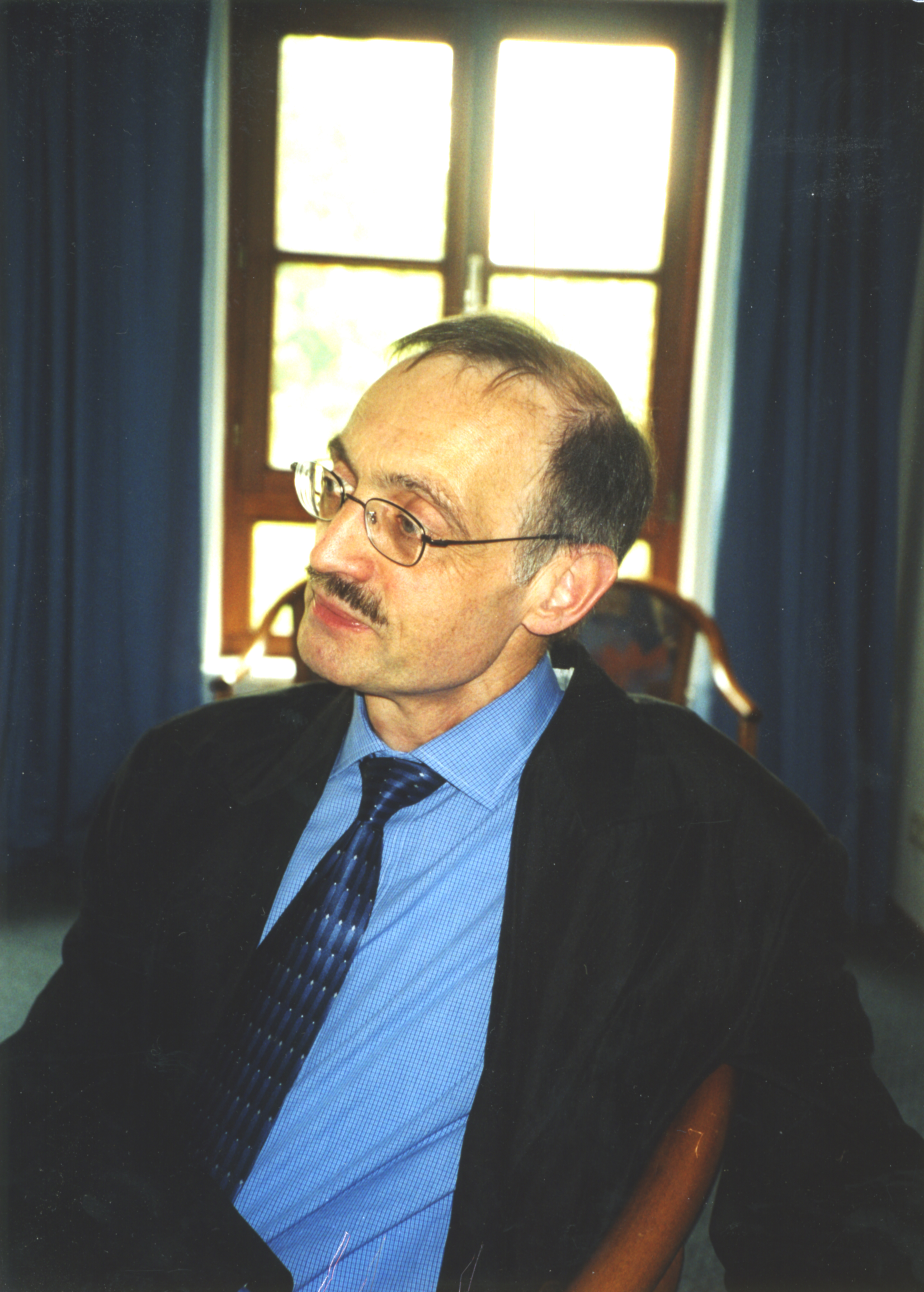
Alf Lüdtke (2008)

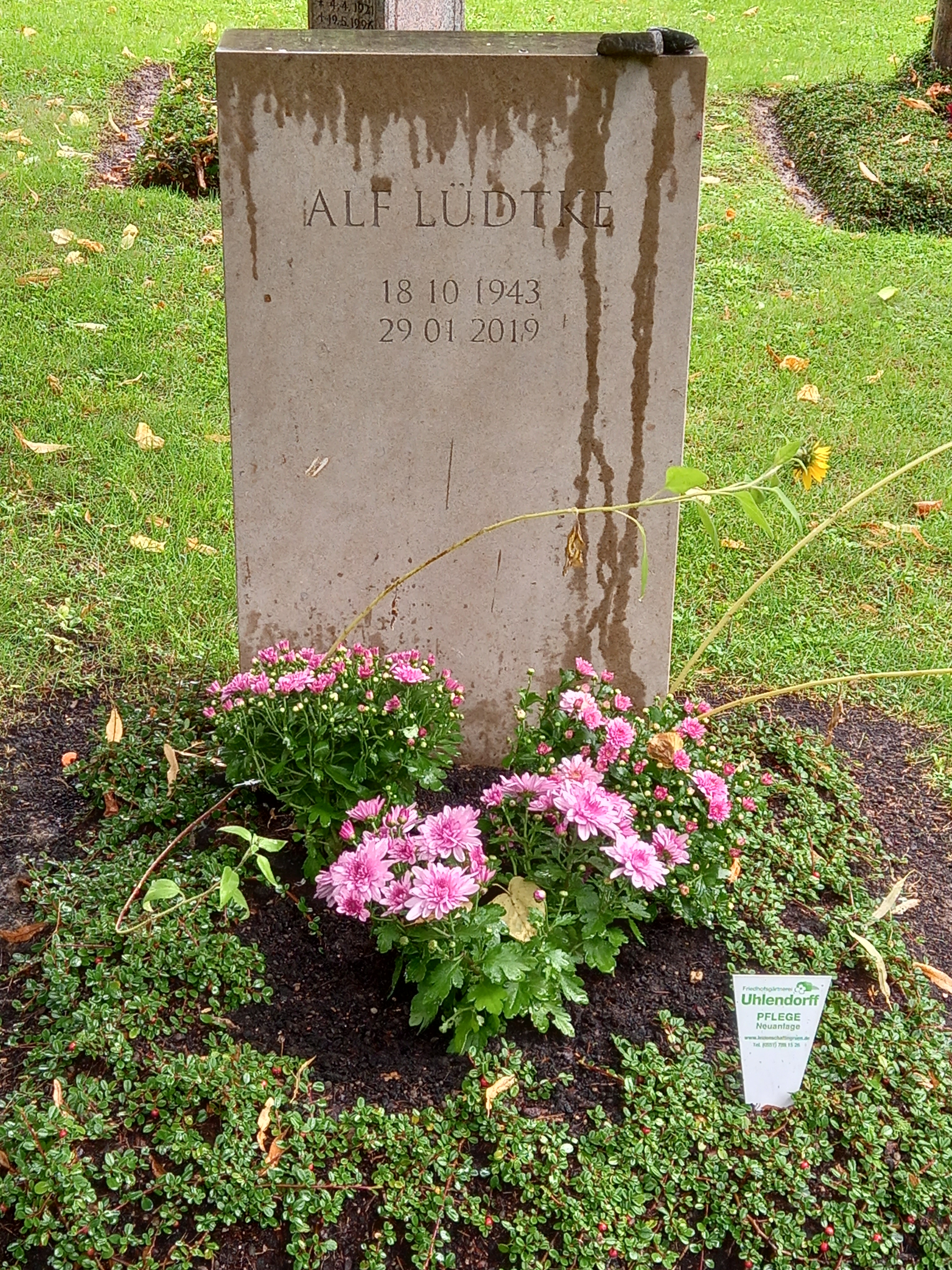
Das Grab von Alf Lüdtke auf dem Parkfriedhof Junkerberg in Göttingen

Alf Lüdtke (* 18. Oktober 1943 in Dresden; † 29. Januar 2019 in Göttingen) war ein deutscher Historiker und Vertreter der internationalen Forschungsrichtung Alltagsgeschichte. Als seine Forschungsschwerpunkte nannte er: Arbeit als soziale Praxis, zur Verknüpfung von Produktion und Destruktion durch „Arbeit“, Formen des Mitmachens und Hinnehmens in europäischen Diktaturen des 20. Jahrhunderts und vor allem Erinnern und Mahnen, Vergessen und Verdrängen sowie die Formen der Auseinandersetzung mit Krieg und Genozid in der neuesten Zeit.

## Leben
Alf Lüdtke studierte in Tübingen Geschichte, dazu Politikwissenschaft, Soziologie und Philosophie (1965–1972, MA 1974). Er wurde 1980 an der Universität Konstanz promoviert. Lüdtkes Doktorarbeit „Gemeinwohl“, Polizei und „Festungspraxis“ untersuchte die staatliche Gewaltsamkeit Preußens im frühen 19. Jahrhundert. 1988 habilitierte er sich im Fachgebiet Neuere Geschichte und Zeitgeschichte an der Fakultät für Geistes- und Sozialwissenschaft der Universität Hannover. Dort lehrte er von 1989 bis 1999 Geschichte. Er wurde 1995 außerplanmäßiger Professor in Hannover und 1999 Professor an der Universität Erfurt. Dort war er seit 2008 Honorarprofessor für Historische Anthropologie.
Ab 1975 war Lüdtke als wissenschaftlicher Referent am Max-Planck-Institut für Geschichte in Göttingen tätig. 1999 gründete er zusammen mit Hans Medick die Arbeitsstelle für Historische Anthropologie des Max-Planck-Instituts für Geschichte an der Universität Erfurt.
Seit den 1980er-Jahren hatte er regelmäßige Kontakte nach Frankreich und in die USA unter anderem durch den International Round Table of History and Anthropology. Seit Anfang der 1990er-Jahre war er regelmäßig Gastprofessor am historischen Seminar an der Universität in Michigan und in Chicago.
Ende der 1990er-Jahre entstanden erste Kontakte zu Südkorea, die sich zu einem regelmäßigen wissenschaftlichen Austausch entwickelten. Seit 2005 nahm er an den Konferenzen über die diktatorische Beherrschung von Menschenmassen (Mass Dictatorship) am Research Institute on Comparative Culture and History (RICH) in Seoul teil. Von November 2008 bis August 2013 hielt Lüdtke Seminare und Workshops in Südkorea im Rahmen des World Class University-Programms der koreanischen National Research Foundation ab. Seit 2011 war Lüdtke Mitglied der Arbeitsgruppe „Erfurter RaumZeit-Forschung“. Seit 2014 war er Fellow am Internationalen Geisteswissenschaftlichen Kolleg „Arbeit und Lebenslauf in globalgesellschaftlicher Perspektive“ der Humboldt-Universität zu Berlin.
Alf Lüdtke war der Begründer und Herausgeber der Zeitschrift Sozialwissenschaftliche Informationen (SOWI) sowie Mitbegründer und Mitherausgeber der Zeitschriften WerkstattGeschichte (Hamburg/Berlin) und Historische Anthropologie. Kultur – Gesellschaft – Alltag.
Lüdtke hat Fragestellungen der Soziologie und der Ethnologie und der Anthropologie mit denen der Geschichtswissenschaft verknüpft. Er hat vor allem durch seine Erforschung der Lebenswelten der Industriearbeiter und der sogenannten „kleinen“ Leute Impulse für die deutsche und internationale Geschichtswissenschaft gegeben. Zu seinen letzten Forschungsprojekten gehörten „Blockaden und Passagen. Die Grenzübergangsstellen der DDR“, Krieg als Arbeit und der aktuelle Stand transnationaler Geschichtsschreibung.

## Schriften (Auswahl)

### Monographien
- „Gemeinwohl“, Polizei und „Festungspraxis“. Innere Verwaltung und staatliche Gewaltsamkeit in Preußen, 1815–50 (Überarb. Diss.), Göttingen 1982; engl.: Police and State in Prussia, 1815–1850. Cambridge 1989.
- Eigen-Sinn. Fabrikalltag, Arbeitererfahrungen und Politik vom Kaiserreich bis in den Faschismus. Hamburg: Ergebnisse, 1993; Neuauflage Westfälisches Dampfboot, Münster 2015, ISBN 978-3-89691-975-5.

Enthält u. a.: Lohn, Pausen, Neckereien. „Eigensinn“ und Politik bei Fabrikarbeitern in Deutschland um 1900 (S. 120–160), Wo blieb die „rote Glut“? Arbeitererfahrungen und deutscher Faschismus (S. 221–282), „Ehre der Arbeit“. Industriearbeiter und die Macht der Symbole. Zur Reichweite symbolischer Orientierung im Nationalsozialismus (S. 283–350) und die erweiterte, überarbeitete Antrittsvorlesung vom 10. Mai 1989: Arbeit, Arbeitserfahrung und Arbeiterpolitik (S. 351–440).
- Des ouvriers dans l’Allemagne du XXe siècle. Le quotidien des dictatures. Paris 2000.

### Herausgegebene Werke
- (Deutscher Textilarbeiterverband, Hauptvorstand/Arbeiterinnensekretariat:) Mein Arbeitstag, mein Wochenende. Arbeiterinnen berichten von ihrem Alltag. [Berlin, o. J. (1930?)]. Faksimile. Ergebnisse, Hamburg 1991.
- Aufschreibebuch von Paul Maik (Arbeiter in der Gußstahlfabrik Krupp in Essen, 1919–1956), vgl. auch Alf Lüdtke: Writing Time – Using Space. The Notebook of a Worker at Krupp’s Steel Mill – an Example from the 1920s. In: Historical Social Research (HSR). Bd. 39 (2013), Nr. 3, S. 216–228.

### Sammelbände
- Alltagsgeschichte. Zur Rekonstruktion historischer Erfahrungen und Lebensweisen. Frankfurt am Main 1989: franz.: Histoire du quotidien. Paris 1994; engl.: History of Everyday Life. Reconstructing Historical Experiences and Ways of Life. Princeton 1995; korean.: Ilsangsaran muotinga? Seoul 2002.
- Herrschaft als soziale Praxis. Historische und sozialanthropologische Studien. Göttingen 1991.
- Sicherheit und „Wohlfahrt“. Polizei, Gesellschaft und Herrschaft im 19. und 20. Jahrhundert. Frankfurt am Main 1992.
- Physische Gewalt. Studien zur Geschichte der Neuzeit. Frankfurt 1995 (mit Thomas Lindenberger).
- Was bleibt von marxistischen Perspektiven in der Geschichtsforschung? Göttingen 1997.
- Akten, Eingaben, Schaufenster. Die DDR und ihre Texte. Erkundungen zu Herrschaft und Alltag. Berlin 1997 (mit Peter Becker).
- Die DDR im Bild. Zum Gebrauch der Fotografie im anderen deutschen Staat. Göttingen 2004 (mit Karin Hartewig).
- The No Man’s Land of Violence. Extreme Wars in the 20th Century. Göttingen 2006 (mit Bernd Weisbrod).
- Staats-Gewalt. Ausnahmezustand und Sicherheitsregimes. Historische Perspektiven. Göttingen 2008 (mit Michael Wildt).
- Gelehrtenleben. Wissenschaftspraxis in der Neuzeit. Köln 2008 (mit Reiner Prass).
- Kolonial-Geschichten. Regionale Perspektiven auf ein globales Phänomen. Frankfurt am Main 2010 (mit Claudia Kraft, Jürgen Martschukat).
- Unsettling History. Archiving and Narrating in Historiography. Frankfurt am Main 2010 (mit Sebastian Jobs).
- Laute, Bilder, Texte. Register des Archivs. Göttingen 2015 (mit Tobias Nanz).
- Everyday Life in Mass Dictatorship. Collusion and Evasion. London 2016.